# Kradolf-Schönenberg
Kradolf-Schönenberg, im ostschweizerdeutschen Ortsdialekt Kradolf-Schönebèrg [χrɑːləfː-ʃønəbɛrg], ist seit dem 1. Januar 1996 eine politische Gemeinde im Bezirk Weinfelden des Kantons Thurgau, Schweiz. Sie besteht aus den Dörfern und ehemaligen Ortsgemeinden Buhwil, Kradolf, Neukirch an der Thur und Schönenberg an der Thur.

## Geschichte

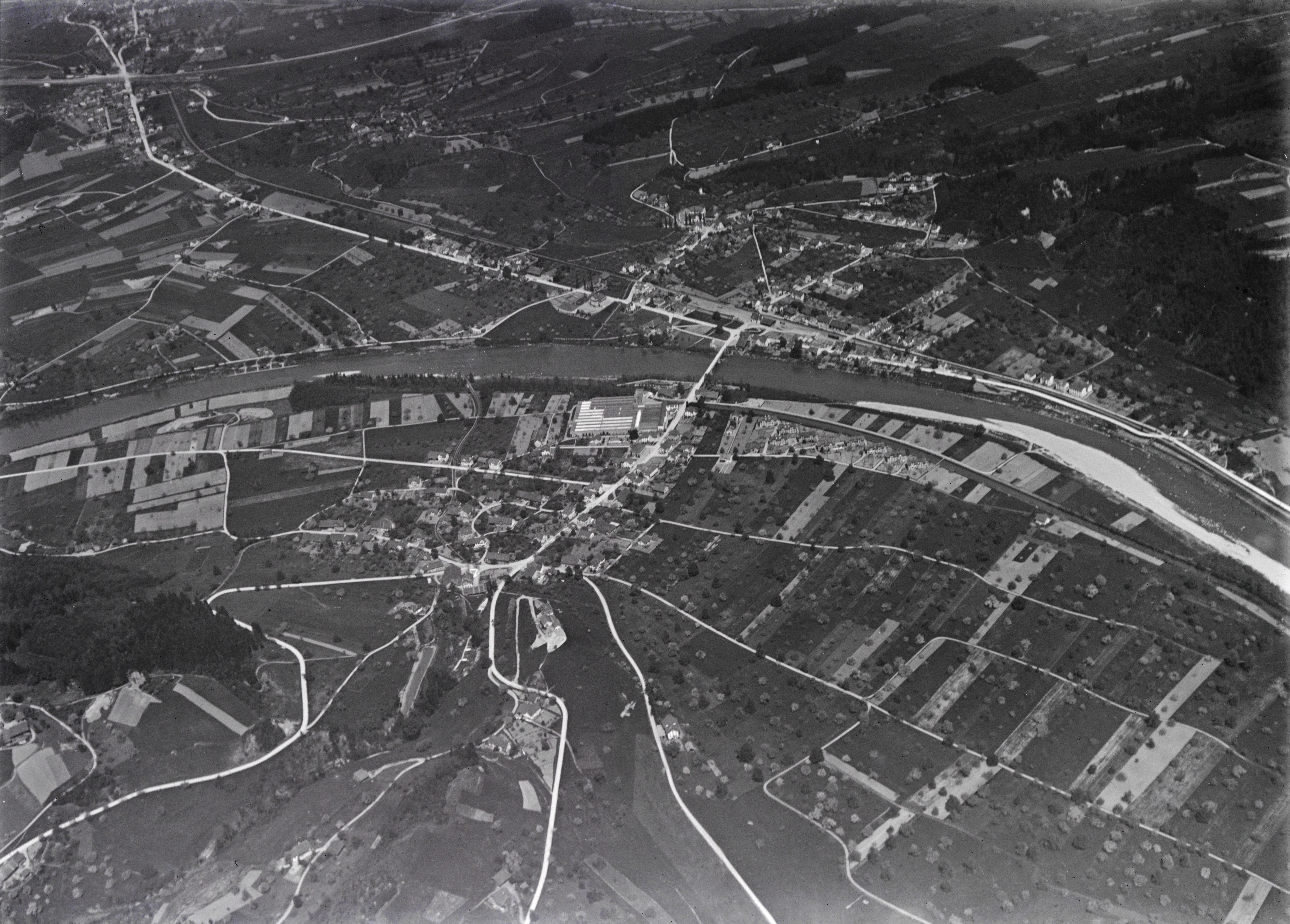
Luftaufnahme von Schönenberg (vor der Thur) und Kradolf (hinter der Thur) von Walter Mittelholzer, 1919

Die Ortschaften auf dem heutigen Gemeindegebiet wurden erstmals im 9. Jahrhundert erwähnt, Kradolf als in Chreinthorf (883) und Schönenberg als Thuruftisthorf (838). Die Deutung des ersteren ist unsicher; Kradolf könnte «Krähendorf» oder aber «Dorf des Grawo» bedeuten. Schönenberg war eigentlich der Name der heutigen Burg Last; das ursprüngliche Thuruftisthorf bedeutet «Dorf des Thuruft».
Die Geschichte der Gemeinde Kradolf-Schönenberg beginnt im Jahr 1991 mit Konsultativabstimmungen in den einzelnen Ortsgemeinden über eine Reorganisation der Gemeindestrukturen. Schon damals zeichnete sich ab, dass sich die beiden Nachbardörfer Schönenberg an der Thur und Kradolf vereinigen möchten. Der Zusammenschluss musste jedoch warten, weil sich die Ortsgemeinden Halden, Schweizersholz, Neukirch an der Thur und Buhwil schwer taten mit ihrer politischen Zukunft. Schliesslich entschieden sich Halden und Schweizersholz für den Anschluss an Bischofszell und Neukirch und Buhwil für die Vereinigung mit Kradolf und Schönenberg. Die Stimmbürger von Kradolf hatten Mühe mit diesem Entscheid und stimmten der Bildung der politischen Gemeinde Kradolf-Schönenberg erst nach einem intensiv geführten Abstimmungskampf im zweiten Anlauf im Februar 1995 zu.
Am 1. Januar 1996 vereinigten sich dann die von der Munizipalgemeinde Sulgen abgetrennte Ortsgemeinde Kradolf sowie die der Munizipalgemeinde Neukirch an der Thur angehörenden Ortsgemeinden Buhwil, Neukirch an der Thur und Schönenberg an der Thur und die von der Ortsgemeinde Schweizersholz abgetrennten Weiler Last, Schluuch, Roore, Störehuus und Wiigarte zur politischen Gemeinde Kradolf-Schönenberg.

### Geschichte der einzelnen Dörfer
→ siehe Abschnitte Geschichte in den Artikeln Buhwil, Kradolf, Neukirch an der Thur und Schönenberg an der Thur

## Wappen

Kradolf-Schönenberg

Blasonierung: Geteilt von Rot und Weiss, belegt mit gewelltem Schrägbalken in gewechselten Farben.

Kradolf

Schönenberg an der Thur

Nachdem 1996 die politische Gemeinde Kradolf-Schönenberg entstanden war, legte die Gemeindeversammlung 1996 das neu geschaffene Gemeindewappen fest, das sich an den früheren Ortsgemeindewappen von Kradolf und Schönenberg an der Thur anlehnt.
Das Wappen von Kradolf-Schönenberg ist ähnlich dem der Gemeinde Niedererlinsbach im Kanton Solothurn.

## Bevölkerung
| Hier fehlt eine Grafik, die leider im Moment aus technischen Gründen nicht angezeigt werden kann. Wir arbeiten daran! |

| Jahr      | 2000 | 2010 | 2018 | 2023 |
| Einwohner | 3062 | 3288 | 3584 | 3844 |

Von den insgesamt 3844 Einwohnern der Gemeinde Kradolf-Schönenberg am 31. Dezember 2023 waren 1038 bzw. 27,0 % ausländische Staatsbürger. 1162 (30,2 %) waren evangelisch-reformiert und 906 (23,6 %) römisch-katholisch. Die Ortschaft Buhwil zählte zu diesem Zeitpunkt 318 Bewohner.

## Wirtschaft
Im Jahr 2016 bot Kradolf-Schönenberg 847 Personen Arbeit (umgerechnet auf Vollzeitstellen). Davon waren 7,7 % in der Land- und Forstwirtschaft, 46,4 % in Industrie, Gewerbe und Bau sowie 45,9 % im Dienstleistungssektor tätig.

## Kultur und Sport
Kradolf ist Ziel des Mammut Flossrennens auf Sitter und Thur, das am Muttertag oder am Ausweichdatum einen Sonntag später in Degenau startet und an dem jährlich rund 40 Mannschaften in den drei Kategorien Rennklasse, Originalitätsklasse und Plauschklasse teilnehmen. Die Flosse nehmen oft Aktualitäten aus Politik oder Gesellschaft auf und ziehen bei schönem Wetter zwischen 20'000 und 30'000 Besucher an. Seit 2018 ist das Mammut Flossrennen auf der Liste der lebendigen Traditionen in der Schweiz zu finden.

## Persönlichkeiten
→ siehe Abschnitte Persönlichkeiten in den Artikeln Kradolf und Neukirch an der Thur

## Sehenswürdigkeiten

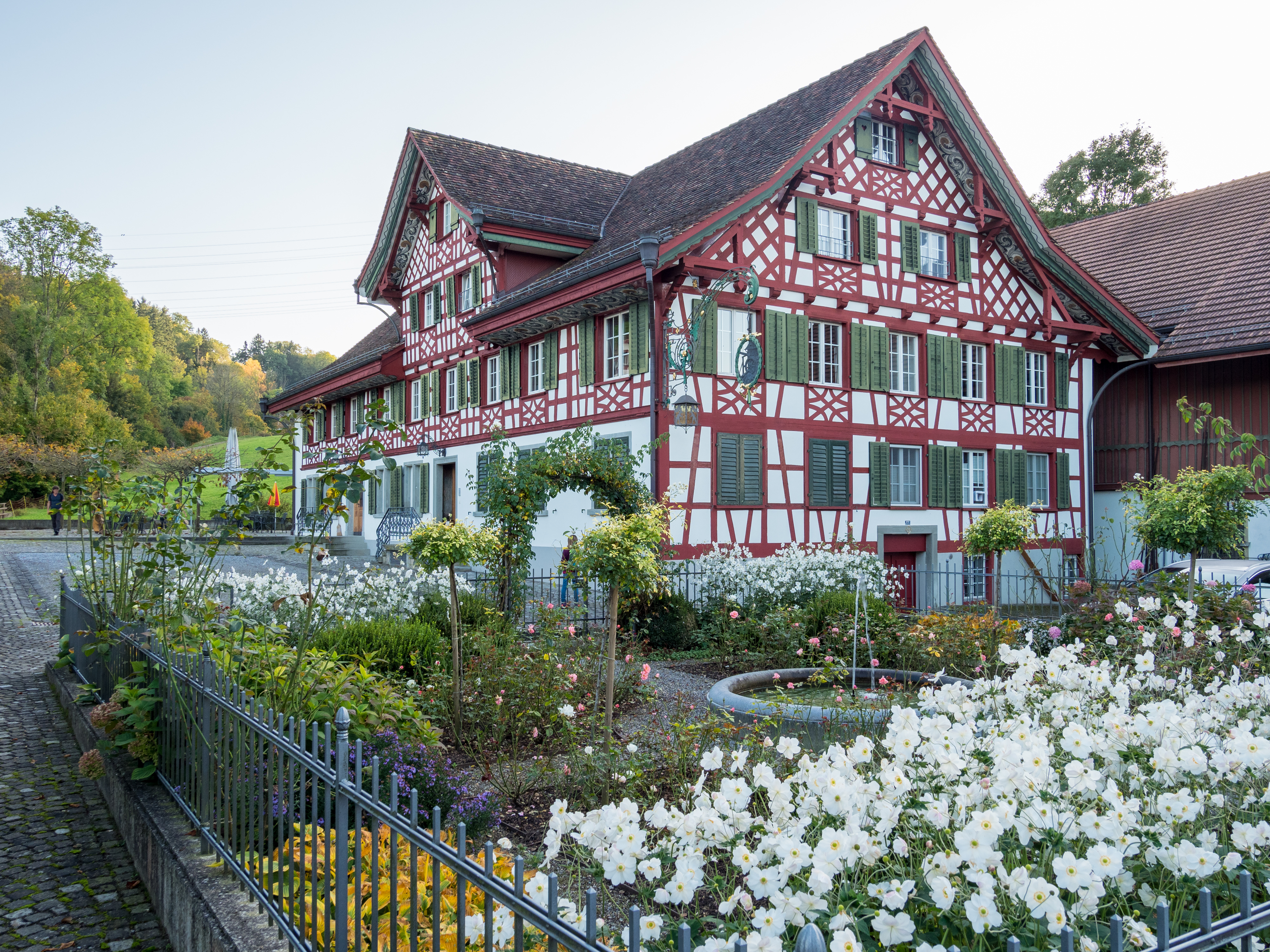
Obermühle in Schönenberg

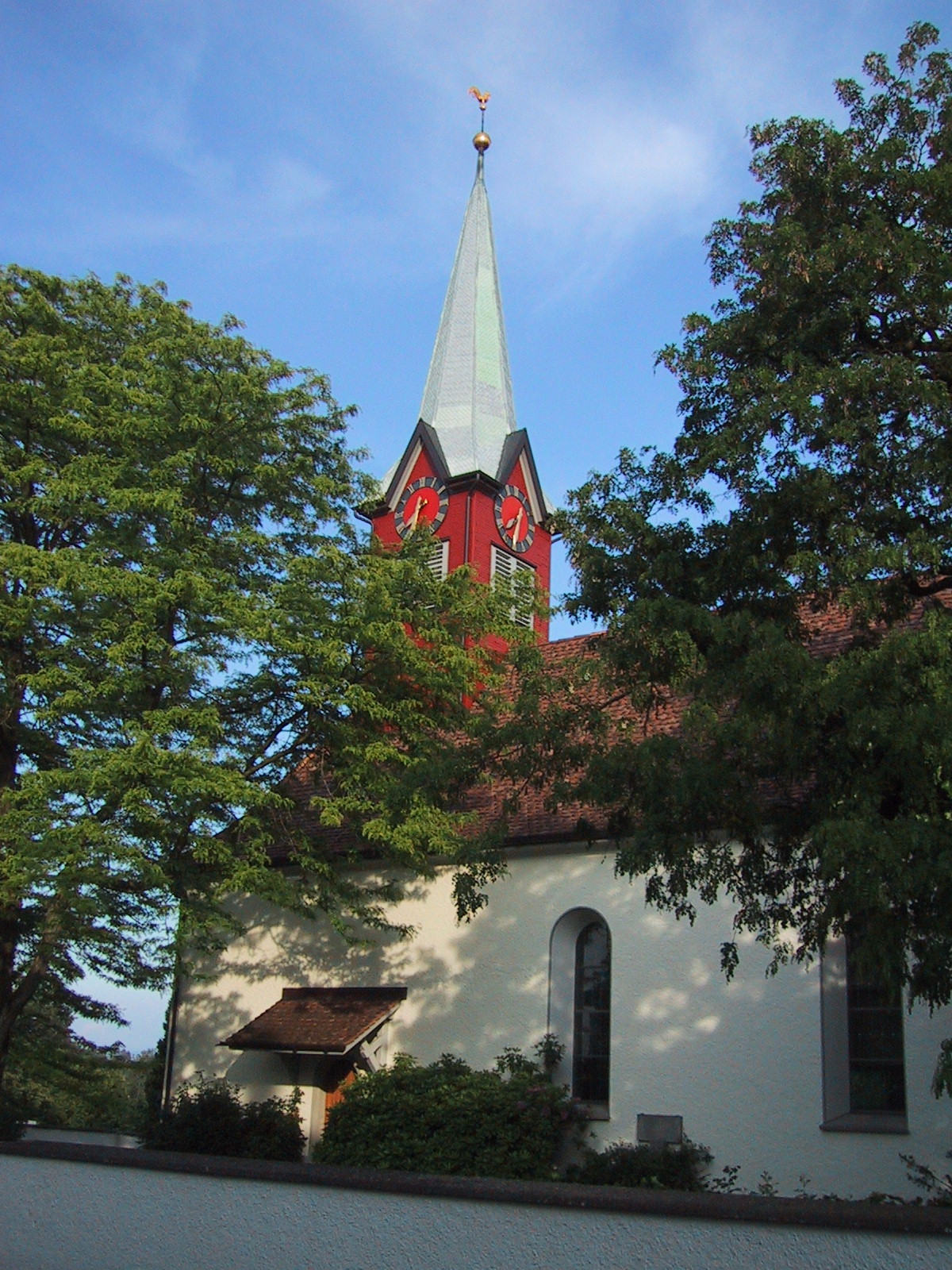
Kirche in Neukirch an der Thur

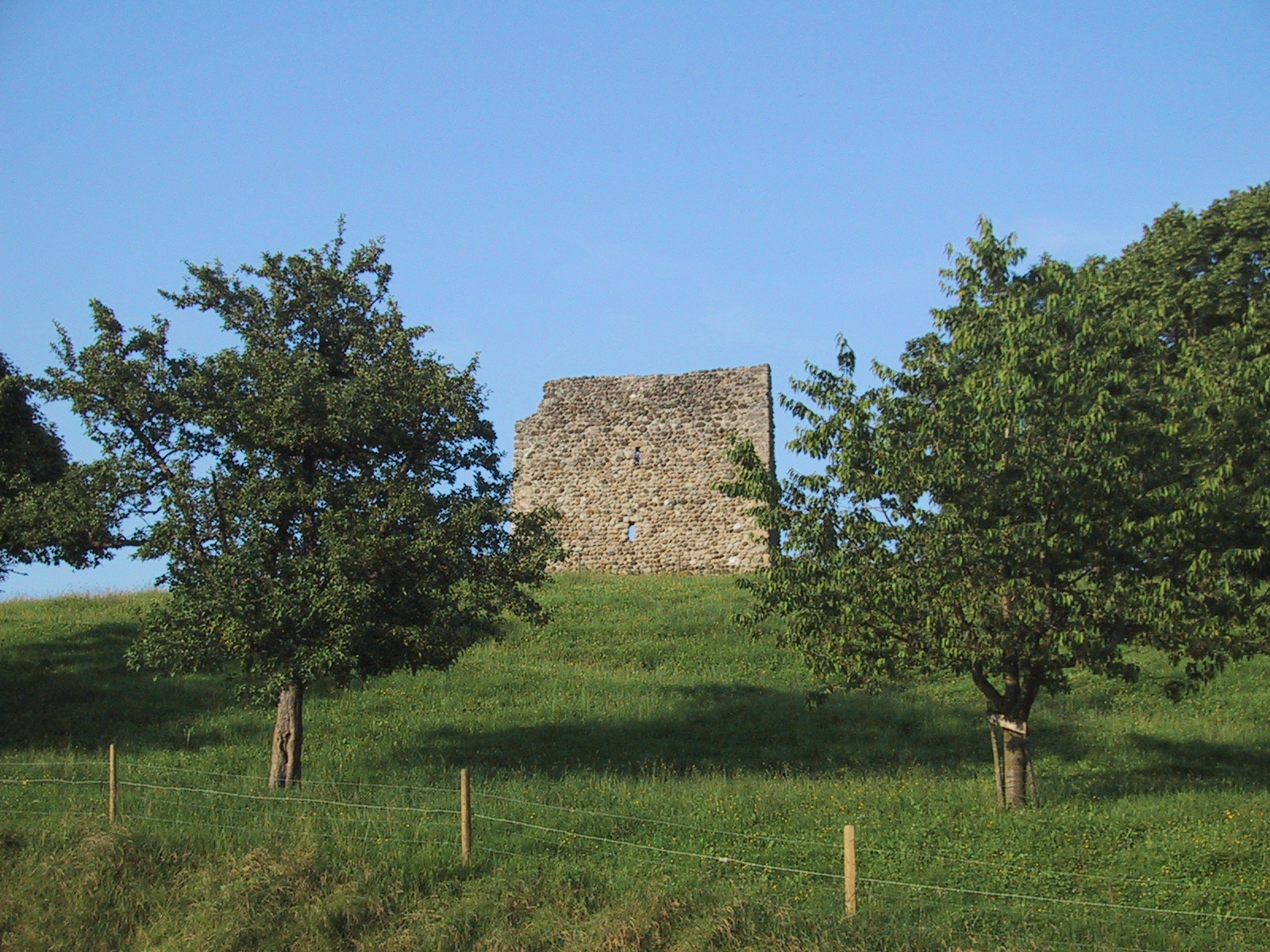
Ruine Anwil in Buhwil

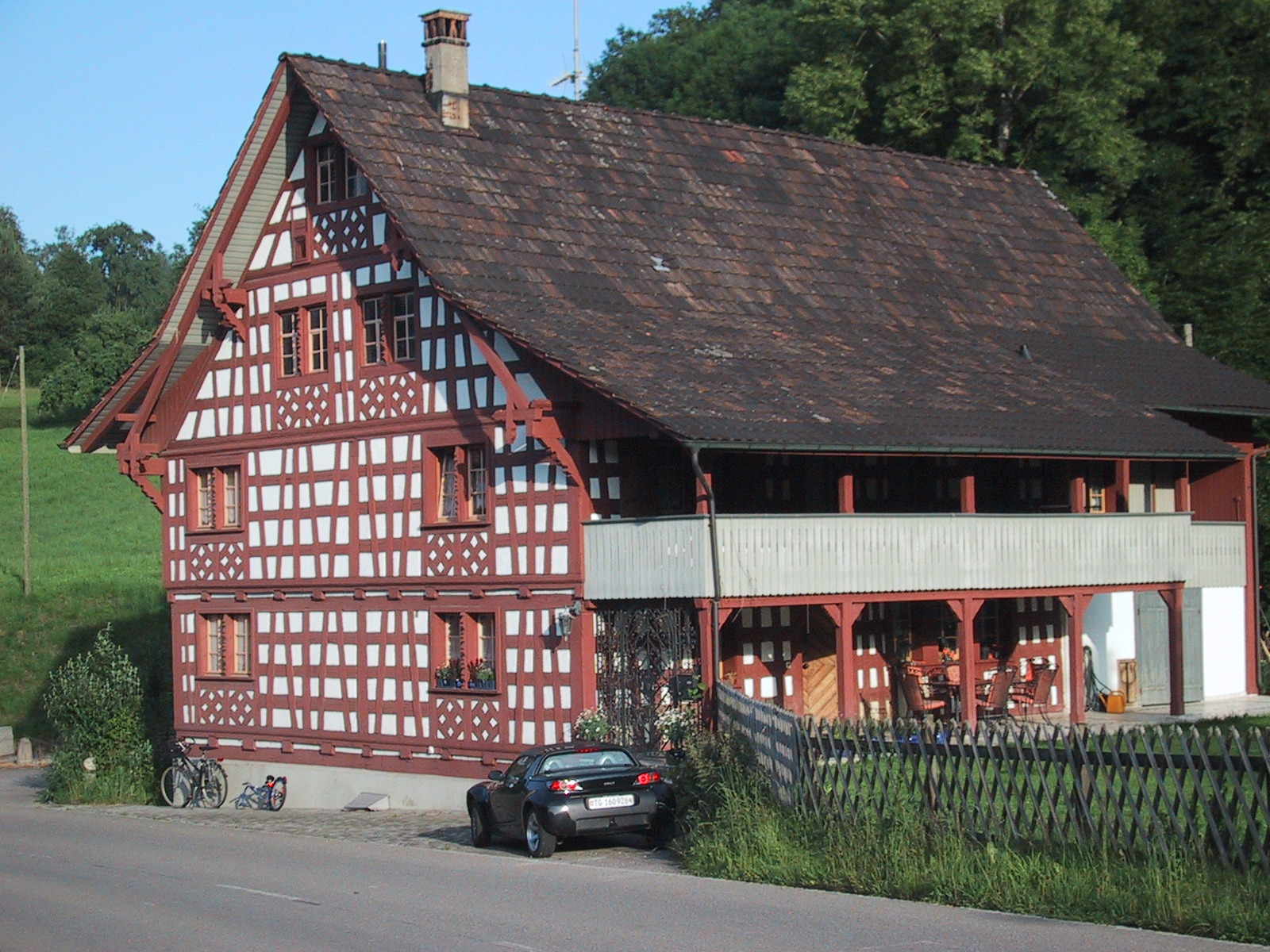
Hintermühle 1 in Buhwil

Zu den Sehenswürdigkeiten der Gemeinde zählen unter anderem die in zwei der Dörfer erhalten gebliebenen Ruinen, namentlich die Ruinen Last und Heuberg in Schönenberg sowie die Ruine Anwil in Buhwil. Von geschichtlicher Bedeutung sind auch die diversen, restaurierten (Wasser-)Mühlen, welche vor Beginn der Industrialisierung (Seidenweberei in Schönenberg ab 1863) den Schwerpunkt auf den Getreideanbau setzten. Von der Seidenweberei ist heute noch die Kraftzentrale zu besichtigen, welche als Industriedenkmal gilt und zugleich die bedeutendste und vollständigste Anlage dieser Art in der Schweiz ist.
→ siehe auch Abschnitt Sehenswürdigkeiten im Artikel Schweizersholz

→ siehe auch Liste der Kulturgüter in Kradolf-Schönenberg